# René Rodes
Pierre René Rodes est un peintre français né à Agen le 7 juin 1896, et mort à Bordeaux le 9 janvier 1971.

## Biographie
Pierre René Rodes est le fils de François Rhodes (1851-1936), charpentier originaire du Quercy, compagnon du Devoir, et d'Antoinette Balan (1863-1945), dite Valentine. Ses parents étaient installés à Saint-Antoine-de-Ficalba.
Il a étudié au collège de Villeneuve-sur-Lot et passé son baccalauréat à Toulouse en 1914. Pendant la Première Guerre mondiale il a été instituteur intérimaire à l'école de Saint-Antoine où il rencontre Marguerite Guyot (1896-1968) avec laquelle il se marie en 1917. Ils auront quatre enfants. Il est mobilisé en août 1916 et démobilisé en septembre 1919.
Le premier octobre 1920, il est nommé professeur à l'École primaire supérieure de Périgueux. Il est syndicaliste à la CGT et membre de la SFIO. Il se présente aux élections municipales d'octobre 1930 de Périgueux mais n'est pas élu.
À Périgueux, il a continué à dessiner et à peindre comme peintre amateur. Il a rencontré les peintres de l'« école de Périgueux » : Jean Georges Pasquet (1851-1936), Georges Darnet (1859-1936), Robert Dessales-Quentin (1885-1959), Rémi Laforest (1893-1972) et André Prugent (1882-1965). Il réalise sa vocation artistique auprès d'André Saigne (1883-1944) et Julien Saraben (1892-1979). Il s'initie à la gravure auprès de ce dernier. Les premiers tableaux connus datent de 1927 et représentent la campagne des environs de Périgueux. Il est membre honoraire de la Société des beaux-arts de la Dordogne et participe aux salons de la Société dès 1929. Il expose au Salon des indépendants bordelais en 1931 et en 1932.
En 1939 il s'installe avec sa famille à Bordeaux où il a été nommé professeur de lettres au collège moderne de garçons puis à l'école normale de Gironde. Il présente deux toiles en 1941 au salon des artistes de Bordeaux. Après la Seconde Guerre mondiale il rejoint le groupe d'artistes de « L'Atelier ». Il expose au Salon des beaux-arts de 1941 à 1961. Il complète sa formation en suivant les cours du samedi de l'École des beaux-arts de Bordeaux entre 1948 et 1954 où il a comme professeurs Robert Charazac (1905-1982) et Pierre-Albert Bégaud (1901-1956). Il peint des paysages autour du Bassin d'Arcachon et du Pays basque. Il continue à séjourner régulièrement en Dordogne.